# Beluće
Beluće es una población rural de la municipalidad de Mladenovac, en el distrito de Belgrado, Serbia.

## Superficie
Posee una superficie de 11,80 kilómetros cuadrados.

## Demografía
Hasta 2022 la población era de 362 habitantes, con una densidad de población de 30,67 habitantes por kilómetro cuadrado.